# Mjäldrunga distrikt
Mjäldrunga distrikt är ett distrikt i Herrljunga kommun och Västra Götalands län. 
Distriktet ligger öster om Herrljunga. 

## Tidigare administrativ tillhörighet
Distriktet inrättades 2016 och utgörs av socknen Mjäldrunga i Herrljunga kommun.
Området motsvarar den omfattning Mjäldrunga församling hade vid årsskiftet 1999/2000.